# Mount Vernon (Washington)
Mount Vernon es una ciudad ubicada en el condado de Skagit en el estado estadounidense de Washington. En el año 2000 tenía una población de 32.139 habitantes y una densidad poblacional de 911,6 personas por km².

## Geografía
Mount Vernon se encuentra ubicada en las coordenadas 48°25′12″N 122°19′34″O / 48.42000, -122.32611.

## Demografía
Según la Oficina del Censo en 2000 los ingresos medios por hogar en la localidad eran de $53.496. Los hombres tenían unos ingresos medios de $33.724 frente a los $27.244 para las mujeres. La renta per cápita para la localidad era de $17.041. Alrededor del 15,9% de la población estaban por debajo del umbral de pobreza.